# Merijn Mensink
Merijn Mensink (1 mei 2004) is een Nederlands topkorfballer. Hij speelt sinds 2023 op het hoogste niveau korfbal in de Korfbal League namens Fortuna.
In 2024 won hij de landelijke prijs voor Beste Speler Onder 21 Jaar in de Korfbal League.

## Spelerscarrière
Mensink begon met korfbal op jonge leeftijd bij Fortuna. Hier doorliep hij de jeugdteams.
In seizoen 2023-2024 maakte Mensink zijn debuut in Fortuna 1, op 19 jarige leeftijd. Onder leiding van coaches Ard Korporaal en Damien Folkerts wist hij regelmatig minuten in het 1e team te maken waardoor hij in zijn debuutseizoen al 20 goals wist te maken.
In dit seizoen wist Mensink mee te spelen met de Korfball Champions League 2023 waar hij in de finale het zilver won. In de eigen Nederlandse zaalcompetitie kwam Fortuna punten tekort om in de play-offs te komen.
Echter, in de veldcompetitie wist Fortuna in de kruisfinale te winnen van PKC, waardoor het de Nederlandse veldfinale mocht spelen. Echter verloor Fortuna deze finale met 20-13 van DVO.
Wel was er individueel succes voor Mensink dit seizoen, want hij won de prijs van Beste Speler Onder 21 Jaar.
In seizoen 2024-2025 zag Fortuna coach Ard Korporaal vertrekken (hij werd bondscoach) en kregen ze met Joost Preuninger een terugkerend gezicht voor de ploeg.
In dit zaalseizoen was er een basisplaats voor Mensink en met een sterk seizoen van spelers zoals Daan Preuninger, Jessica Lokhorst en Fleur Hoek wist Fortuna als 2e te eindigen in de competitie. In de play-off serie tegen LDODK ging het bijna mis voor Fortuna. Zo werd de 1e wedstrijd gewonnen maar moest Daan Preuninger geblesseerd zijn seizoen staken. Fortuna verloor het tweede play-off duel, maar wist de derde en beslissende wedstrijd te winnen. Hierdoor plaatste Fortuna zich na twee jaar afwezigheid voor de zaalfinale in Ahoy.
In de finale bleek PKC te sterk met 21-17, waardoor Fortuna genoegen moest nemen met de 2e plek van Nederland.

## Erelijst
- Beste Speler Onder 21 jaar, 1x (2024)

## Oranje
Mensink speelde voor Jong Oranje in 2022, 2023, 2024 en 2025